# 花园镇 (三台县)
花园镇，是中华人民共和国四川省绵阳市三台县曾经下辖的一个镇。2019年12月，撤销花园镇，将其所属行政区域划归芦溪镇管辖。

## 行政区划
花园镇撤销前下辖以下地区：
社区、星楼社区、宝林社区、营城村、法源寺村、蟠龙山村、水磨河村、宝林寺村、星楼村、涪城村、琴山村、涪江村、枣河村、四脊村、白依村、镇江村和八字老村。